# Lista de especiarias

## A
- Açafrão
- Açafrão-da-terra
- Anis estrelado
- Alecrim
- Açafrão da índia

## B
- Baunilha

## C

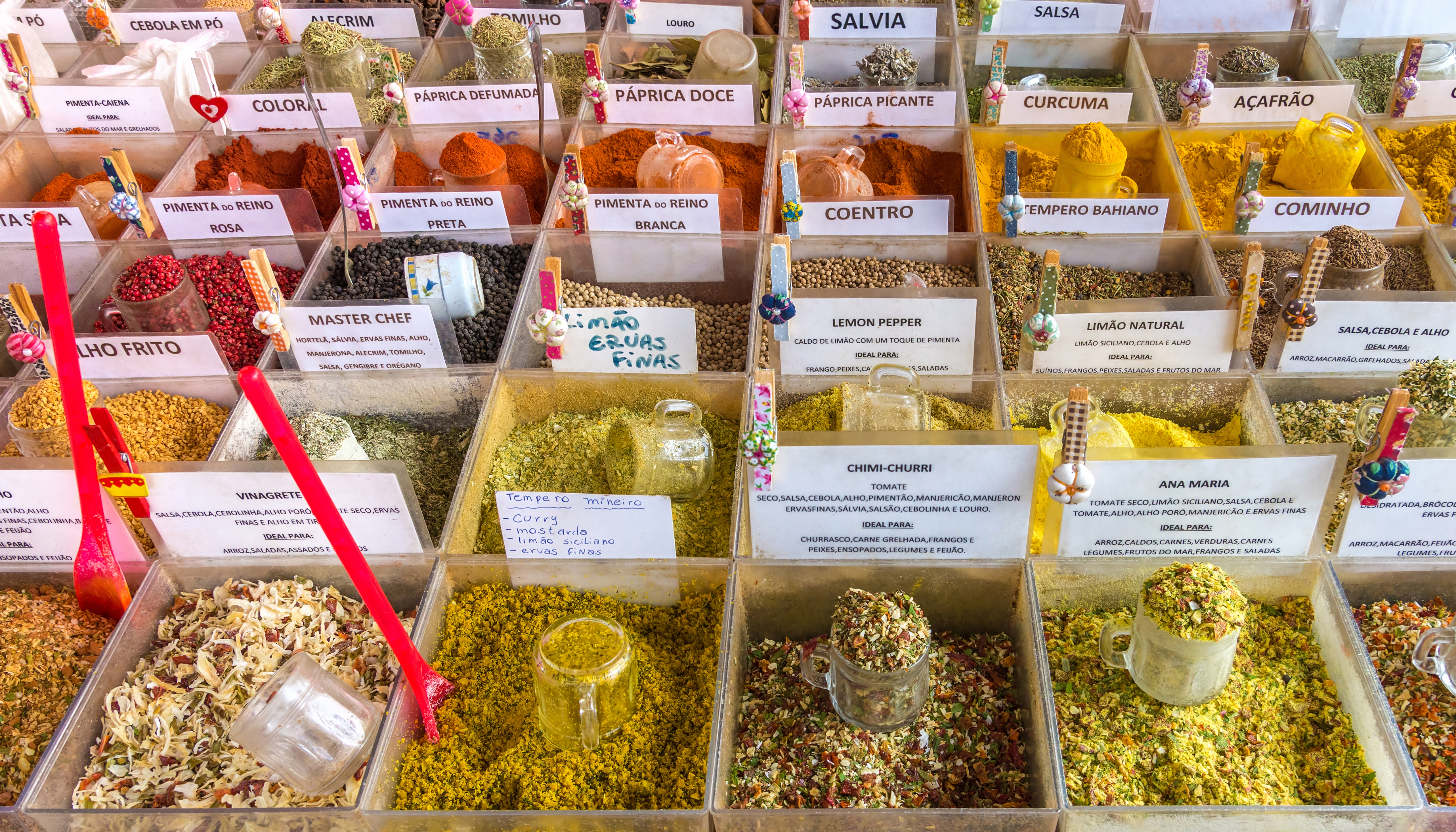
Especiarias brasileiras num mercado em Saúde, distrito de São Paulo.

- Canela
- Cardamomo
- CebolinhaEspeciarias brasileiras num mercado em Saúde, distrito de São Paulo.
- Cerefólio
- Coentro
- Colorau
- Cravo-da-índia (Cravinho)
- Cominho
- Cúrcuma
- Curry

## E
- Erva-cidreira
- Estragão

## R
- Rapasal
- Rosmarinus

## M
- Manjericão
- Macis
- Mostarda
- Mirra

## N
- Noz-moscada

## O
- Orégano

## P
- Pimenta-biquinho
- Pimenta-da-jamaica
- Pimenta-malagueta
- Pimenta-do-reino
- Pimenta-de-sichuan
- Pimenta Branca
- Pimenta Rosa
- Pimenta-caiena
- Pimenta-jalapenho

## T
- Tomilho